# Philautus acutirostris
Philautus acutirostris är en groddjursart som först beskrevs av Peters 1867.  Philautus acutirostris ingår i släktet Philautus och familjen trädgrodor. IUCN kategoriserar arten globalt som sårbar. Inga underarter finns listade i Catalogue of Life.